# Sebastián Capitán-Viveros
Sebastián Capitán Viveros (México, 22 de agosto de 1991) es un actor mexicano de teatro, cine y televisión.

## Biografía y carrera
Viveros nació en México y creció en Estados Unidos. Se mudó a Ginebra, Suiza en su adolescencia, donde terminó la escuela secundaria y obtuvo la nacionalidad suiza. Habla con fluidez español, inglés y francés. Quería ser actor desde que tenía 10 años y todas las decisiones que ha tomado en su vida se han encaminado hacia ese sueño.
Se licenció en Interpretación en el Drama Centre London en 2016. Ha aparecido en proyectos como Spider-Man: Lejos de casa (2019) y ha interpretado a Oscar en la obra teatral Sweat escrita por Lynn Nottage y dirigida por Lynette Linton. También se le puede ver en COBRA Cyberwar (2020), Eternals (2021), Agentes 355 (2022) y Halo (2022) y The Man Who Fell To Earth (2022) y más recientemente en la obra teatral Moreno, dirigida por Nancy Medina. Además, apareció en la serie Emigracja XD (2023).
En 2025 estrenará la serie Nine Bodies in a Mexican Morgue (2025).

## Filmografía

### Cine
| Año  | Título                    | Personaje            |
| ---- | ------------------------- | -------------------- |
| 2019 | Spider-Man: Lejos de casa | Sebastian            |
| 2021 | Eternals                  | Jano (no acreditado) |
| 2022 | Agentes 355               | Agente colombiano #1 |

### Televisión
| Año  | Título                          | Personaje        |
| ---- | ------------------------------- | ---------------- |
| 2021 | COBRA                           | Rodrigo Araya    |
| 2022 | The Man Who Fell to Earth       | Mike el mecánico |
| 2022 | Halo                            | Sargento Méndez  |
| 2023 | Emigracja XD                    | Carlos           |
| 2025 | Nine Bodies in a Mexican Morgue | López            |